# Poste Air Cargo
Poste Air Cargo, anteriormente llamada Mistral Air hasta septiembre de 2019, es una aerolínea de carga y chárter para pasajeros con sede en Roma, Italia. Opera servicios regulares de carga en nombre de TNT Global Express y Poste Italiane. Su base principal es el aeropuerto Leonardo da Vinci-Fiumicino, con un hub en el aeropuerto de Bolonia.
La aerolínea también ha sido contratada por el Vaticano para transportar peregrinos a lugares santos como Lourdes, Fátima, Santiago de Compostela, Medjugorje a través de Mostar, Israel (Tierra Santa), Polonia y México. El primer vuelo fue de Roma a Lourdes el 27 de agosto de 2007 transportando al vicario de Roma, el cardenal Camillo Ruini.

## Historia
Mistral Air fue fundada en 1981 por el actor y exnadador Bud Spencer e inició operaciones en 1984. Era propiedad exclusiva de TNT N.V. hasta marzo de 2002 cuando TNT vendió una participación del 75% a Poste Italiane.
En septiembre de 2019 cambió su nombre a Poste Air Cargo.

## Flota
A partir de junio de 2022, la flota de Poste Air Cargo consta de los siguientes aviones con una edad media de 23.7 años: